# ایپولیت فیزو
آرمان ایپولیت لویی فیزو (انگلیسی: Armand Hippolyte Louis Fizeau؛ زاده ۲۳ سپتامبر ۱۸۱۹، درگذشته ۱۸ سپتامبر ۱۸۹۶)، فیزیک‌دان فرانسوی بود. او در آغاز به پیشرفت دادن وسایل عکاسی علاقه‌مند بود؛ ولی بعدها با لئون فوکو در آزمایش‌های ارتباط نور و حرارت همکاری کرد. ۱۸۴۸، پدیده انتقال به سرخ را پیش‌بینی کرد. ۱۸۶۴، نتایج نخستین تلاش‌هایش در اندازه‌گیری سرعت نور را منتشر کرد. ۱۸۵۰، با همکاری ا. گونل سرعت الکتریسیته را اندازه‌ گرفت. او همچنین در کشف اثر دوپلر سهم داشت.
۱۸۶۰، عضو فرهنگستان علوم فرانسه شد.
فیزو ۱۸ سپتامبر ۱۸۹۶ در وانتوی فرانسه درگذشت.